# Bactrocera abdolonginqua
Bactrocera abdolonginqua
 es una especie de díptero que Drew describió por primera vez en 1971. Bactrocera abdolonginqua pertenece al género Bactrocera de la familia Tephritidae.